# IBATIS
iBATIS er et stykke fri software, der automatisk eller semi-automatisk laver objekter til programmeringssprogene java, C# eller ruby ud fra SQL. Programmøren skal ikke skrive SQL direkte i sin kode men i stedet skrive det i XML-filer.
Ideen med iBATES er at mindske mængden af kode en programmør skal skrive for at et program kan arbejde med data i en relationel database.
Hvis der i en database eksistere en tabel PRODUCT (PRD_ID: INTEGER, PRD_DESCRIPTION: VARCHAR) og man ønsker adgang til værdierne i en række i tabellen via et java-objekt com.example.Product (id: int, description: String) så kan iBATES lave java-objektet ved at skrive følgende i en XML-fil:
```
 
<select
 
id=
"getProduct"

 	
parameterClass=
"com.example.Product"

 	
resultClass=
"com.example.Product"
>

 		
select

 			
PRD_ID
		
as
 
id,

 			
PRD_DESCRIPTION
	
as
 
description

 		
from
 

 			
PRODUCT

 		
where
 

 			
PRD_ID
 
=
 
#id#

 
</select>

```

Java-koden der bruger Product-objektet til at hente værdier fra en bestemt række i tabellen i databasen kan se sådan her ud:
```
Product
 
paramProduct
 
=
 
new
 
Product
();

paramProduct
.
setId
(
123
);

 

Product
 
resultProduct
 
=
 
IBatis
.
getObject
(
"getProduct"
,
 
paramProduct
);

```

## Eksterne links
- ibatis.apache.org – Den officielle side.

| Software | Spire Denne artikel om software og programmering er en spire som bør udbygges. Du er velkommen til at hjælpe Wikipedia ved at udvide den. |